# 武辺寛則
武辺 寛則（たけべ ひろのり、1961年 - 1989年2月25日）は、日本の青年海外協力隊員であり、ガーナ共和国の農村地域において村落開発に従事した人物。彼の活動は、同国における農業振興およびコミュニティ形成に大きく貢献し、現地では現在もその功績が記憶されている。

## 経歴と派遣
武辺は長崎県出身。大学卒業後に商社へ勤務したのち、25歳で退職し、青年海外協力隊（現在のJICA海外協力隊）に参加。1986年12月、ガーナ南部のセントラル州アチュア村（首都アクラから約120km西方）に村落開発普及員として派遣された。1980年代のアチュア村は、電気も病院もない自給自足を基本とする村だった。
彼の主な任務は、自給自足が中心であった同村において、住民の現金収入を向上させることを目的とした開発活動の立案と実施であった。村の戸数や人口の調査に始まり、農業振興の一環として養鶏事業を導入。さらに、将来的な収入の安定を目指し、現地で小規模に栽培されていたパイナップルの大規模栽培プロジェクトを立ち上げた。

## アチュワ村での活動
武辺は約70名の農民とともに「アチュワ村パイナップル協会」を設立し、会員からの会費を運営資金とする制度を導入。協会の活動を通じて農業技術の普及や地域の連帯感を高めた。
武辺はパイナップル栽培に不安を持つ村民の説得や負担を訴える村民への貸付を行うほか、販路の確立にも尽力するなど、同村の発展の基礎を築いた。
また、地元住民との信頼関係が深まる中、1988年には伝統的な村の名誉職「ナナ・シピ（村のまとめ役）」に任命され、伝統衣装をまとって就任式に臨んだ。

## 事故と死去
武辺は当初の任期を終えた後、活動の継続と定着を目的に任期を1年間延長した。しかし、延長から2か月後の1989年2月25日、病人を幹線道路まで搬送するために運転していたトラックが横転し、事故により27歳で死去した。

## 死後の評価と影響
彼の死後、アチュワ村には「タケベガーデン」と呼ばれる記念公園と慰霊碑が建立された。武辺の尽力により村でのパイナップル栽培は定着し、後にはヨーロッパ向けの輸出も行われるようになった。
遺族は武辺が遺していた遺言に従い、葬儀で寄せられた弔慰金を村の保育所建設のために寄付した。その後も定期的に村を訪問し、村民との交流を継続している。村では彼の写真が額装されて掲示されるなど、住民の記憶の中で今なお語り継がれている。

## 記録と引用
武辺は生前の記録の中で「意志あるところに道は開ける」との言葉を信条としていたとされる。彼の活動は、JICAボランティアの歴史において、志半ばで命を落とした隊員の代表例として語り継がれている。
2009年には、ガーナに派遣されたJICAボランティアの累計人数が1,000人を超え、2010年にはガーナを訪問した日本の皇太子（当時）が、アクラ市内の協力隊慰霊碑に献花を行った。こうした記録の中においても、武辺の存在と功績が触れられている。